# 有坂村
有坂村（ありさかむら）はかつて岐阜県郡上郡に存在した村である。
長良川西岸の村であり、現在の郡上市八幡町有坂である。
有坂村であった地域は、1957年に当時の大和村から八幡町に編入されている。

## 歴史
- 1875年（明治8年） - 坪佐村と勝皿村が合併し、有坂村となる。
- 1889年（明治22年）7月1日 - 町村制で有坂村発足。
- 1897年（明治30年）4月1日 - 名皿部村、島村、落部村と合併し西川村が発足。同日有坂村廃止。
- 1957年（昭和32年）4月1日 - 大和村[注釈 1]の有坂地区が分離し、八幡町に編入される。

## 神社・仏閣など
- 百合若神社